# Анатолий (Бусел)
В Википедии есть статьи о других людях с такой фамилией, см. Бусел.
Епископ Анатолий (в миру Пётр Саввич Бусел или Бусель; 1893, село Сеньково (ныне Городнянский район, Черниговская область) — 10 марта 1953, Проскуров) — епископ Русской православной церкви, епископ Каменец-Подольский и Проскуровский.

## Биография
Родился в 1893 году в селе Сенькове Городнянского района Черниговской области в крестьянской семье.
В 1909 году окончил Стародубское духовное училище по первому разряду, награждён книгой. В 1915 году окончил Черниговскую духовную семинарию по первому разряду и в том же году был рукоположён во священника.
Священствовал в разных приходах Сумской епархии — в сёлах Шостинского, Червоного, Тростянецкого, Сумского районов.
26 апреля 1947 года в числе других представителей Сумской епархии награждён медалью «За доблестный труд в Великой Отечественной войне 1941—1945 гг.».
Овдовел. Весной 1948 года пострижен в монашество и хиротонисан во епископа Измаильского и Болградского. Интересно, что точная дата епископской хиротонии неизвестна, даже в некрологе, опубликованном в ЖМП, она не указывается. Но в списке архиереев, участвовавших в праздновании 500-летия автокефалии РПЦ в 1948 году, его имя приводится между епископами Владимиром Кобцом, хиротонисанным 7 марта 1948 года, и Филаретом Лебедевым, рукоположенным 9 мая 1948 года. Так что можно предположить, что Анатолий стал епископом приблизительно в марте-апреле.
Осуществил ряд мероприятий по благоустройству епархии, и в том числе, с благословения Патриарха Алексия I, открыл богословско-пастырские курсы для священников, не имеющих законченного духовного образования.
27 декабря 1951 году назначен епископом Каменец-Подольским и Проскуровским.
В новой епархии он созвал летом 1952 года благочиннический съезд, наметивший мероприятия по благоустройству церковно-епархиальной жизни.
Тяжёлый и длительный недуг приковал епископа Анатолия на пять месяцев к постели. Несмотря на это епископ Антоний всё время, до самой смерти, лично управлял епархией.
В январе 1953 года после тяжкого, сердечного припадка, над болящим, по его желанию, было совершено таинство св. елеосвящения.
10 марта, в четыре часа утра, повторился сердечный припадок и епископ Анатолий тихо скончался.
Похоронен в Проскурове на Старом кладбище в склепе, устроенном под часовней.